# Oporinia omissa
Oporinia omissa är en fjärilsart som beskrevs av Harris 1933. Oporinia omissa ingår i släktet Oporinia och familjen mätare. Inga underarter finns listade i Catalogue of Life.